# Église Saint-Étienne de Saint-Étienne-de-Vicq
Pour les articles homonymes, voir Église Saint-Étienne et Saint-Étienne (homonymie).
L'église Saint-Étienne est une église catholique située à Saint-Étienne-de-Vicq, en France.

## Localisation
L'église est située dans le département français de l'Allier, sur la commune de Saint-Étienne-de-Vicq.

## Historique
L'édifice est classé au titre des monuments historiques en 1932.